# ラ・フィユ・マル・ガルデ
『ラ・フィユ・マル・ガルデ』 (仏: La Fille mal gardée, 「下手に見張られた娘」の意) は、1789年にフランスで発表されたバレエ作品。
初演時の題名は 『藁のバレエ、または善と悪は紙一重』（仏: Le Ballet de la Paille, ou Il n'est qu'un pas du mal au bien）であったが、1791年にロンドンで再演したときから現在の名称になった。
邦題は 『リーズの結婚』、英国版は 『御しがたい娘』（The Wayward Daughter）、ロシア版は 『無益な用心』（Тщетная предосторожность）となっている。

## 概要
現存する古典作品としては、「ジゼル」と並び最古のバレエ作品とされる。ジャン・ドーベルヴァルによって振付けられた最初の演出は失われているが、現在ではジョン・ランチベリーによる、フェルディナン・エロルドが1828年に作曲した楽譜を編曲したものを元にフレデリック・アシュトンが振付した英国ロイヤル・バレエ団の作品が最も有名で、世界各国で上演され、日本でも牧阿佐美バレヱ団がレパートリーとしている。他にはルートヴィッヒ・ヘルテル作曲、マリウス・プティパ、レフ・イワノフ改訂振付によるロシア版がある。

1789年7月1日(パリで起こったバスティーユ襲撃の2週間前)にボルドーで、現在でも有名な『ラ・フィユ・マル・ガルデ』が初めて上演された。その後このバレエはロンドン、ベネツィア、ミラノ、マルセイユなどで上演される。
1800年、モスクワで初上演される。
1808年にシャルル・ディドロの改訂によりサンクトペテルブルクで上演される。
1828年にフェルディナン・エロルドが新しい音楽を創ったが、その後楽譜は紛失し1864年にペーター・ルートヴィヒ・ヘルテル(Peter Ludwig Hertel)が再び書いた。

ここでは上演数の多いアシュトン版を取り上げる。アシュトン版は全二幕構成で、ヒロインの母親を男性が演じたり、「木靴の踊り」「鶏の踊り」などがちりばめられたコミカルな作品となっている。

## 登場人物
- リーズ：農家の一人娘
- コーラス（コラ）：貧乏だが魅力あふれる農夫で、リーズの恋人。
- シモーヌ：リーズの母親。未亡人で娘とアランとの結婚を望み、コーラスとの仲を邪魔する。男性が演じるのが通例。
- アラン：裕福な農場主トーマスの一人息子。とっぴな行動ばかりとるバカ息子だが、性格は純真。
- トーマス：アランの父親で豊かな農場を所有している。リーズを息子と結婚させようとするが…。

## あらすじ

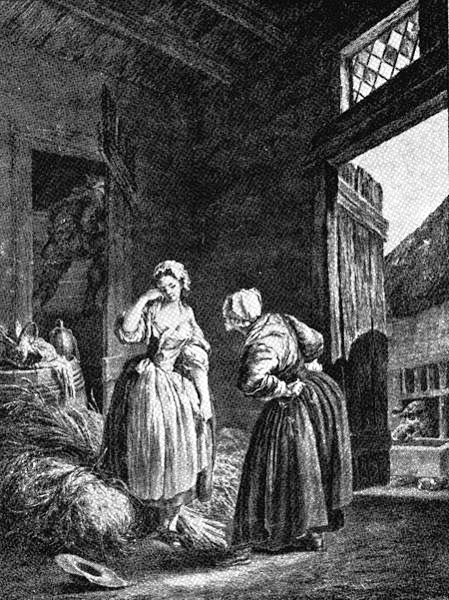
ピエール＝アントワーヌ・ボードワンによるエッチング。振付家ドーベルヴァルは、この絵から『ラ・フィユ・マル・ガルデ』の物語を着想した。

舞台はフランスの田舎。季節は初秋。

### 第一幕
農家の朝。鶏が起きて朝を告げる。気持ちいい朝をむかえた寝巻き姿のリーズが飛び出してきて、コーラスの目に付くよう、ピンクのリボンを木の枝に引っ掛ける。程なくコーラスがやってきて二人は楽しく踊るが、シモーヌに邪魔をされる。今日はトーマスが息子アランを連れてやってくる日で、シモーヌは娘の縁談をまとめたいと思っているのだ。程なくアラン父子がやってくるが、人より少々テンポのずれたアランは、間抜けな行動ばかりをして皆をあきれさせる。とりあえず一行はトーマスの馬車で収穫真っ只中の畑にでかける。
畑では農夫達が楽しげに収穫している。母親の目を逃れたリーズは皆に見守られながらコーラスと愛を語る。シモーヌが娘の密会現場をおさえようとするが、コーラスとリーズの仲を応援する農夫達にごまかされて、村娘達とご自慢の「木靴の踊り」を披露する。そこへ嵐がやってきて、アランが飛ばされていってしまうのが見える。

### 第二幕
シモーヌの家。雨に見舞われたシモーヌとリーズ母子が家に駆け込んでくる。リーズはまたも母親の目を盗んでコーラスに会いに行こうとするが、それを阻止しようとする母親は扉に鍵をかけ、その鍵を自分のポケットにしまいこむと娘を出て行かせないために糸巻きを始め、娘を手伝わせる。だが、やがて寝込んでしまい、リーズは窓から身を乗り出してコーラスと愛を語る。シモーヌが目を覚ました時に、農夫達が収穫した大きな麦束を運んでくる。それを確認したシモーヌは娘とアランとの結婚を強引に進めるためにリーズを家に閉じ込めて、アラン父子と公証人を呼びに行ってしまう。
閉じ込められて落ち込んだリーズはコーラスへの愛と彼と将来築きたい家庭について空想するが、実はコーラスは先ほど運ばれた麦束に隠れており、一部始終を見て喜んで飛び出してくる。かくして二人は愛を誓うが、折悪しくシモーヌが戻ってきたので、リーズは自分の部屋にコーラスを匿う。娘の不自然な態度を警戒したシモーヌはリーズを部屋に閉じ込めて、結婚式のために公証人と農夫達を家に呼ぶ。やがてアラン父子がやってきてリーズの部屋を開けさせるが、そこには花嫁衣裳を着たリーズがコーラスと手を取り合っていたので、大騒ぎとなる。二人を見た公証人はコーラスとリーズこそ結婚させるべきだとシモーヌを諭し、ついに母親は折れてコーラスを娘の婿と認める。トーマスは激怒して結婚契約書を破り捨て、呆然としているアランを引き連れて憤然と家を出て行ってしまう。
かくしてリーズとコーラスは皆に祝福されて結婚し、皆は大喜びで踊りながら家を出て行く。
無人になったシモーヌの家に、窓から怪しい人影が忍び込んでくる。それはアランだった。彼は無くしたと思っていたお気に入りの赤い傘を見つけて、ご機嫌な顔で飛び出していく。

## 文献
- Chapman, John, "La Fille mal gardée", International Dictionary of Ballet, vol.1, pp.493-494, ISBN 1-55862-157-1
- 小倉重夫編『バレエ音楽百科』（音楽之友社、1997年）
- ジョン・ランチベリー『音楽ノート』（牧阿佐美バレヱ団2009年公演時のプログラムより）